# 清渠之战
清渠之战是唐安史之乱中，唐军为收复首都长安而发起的一次战役。由刚刚被任命为天下兵马副元帅的郭子仪率领的唐军在燕军骑兵的两翼夹击下大败。此次进攻长安失败的尝试使得唐军的形势更为严峻，在之后的战役中不得不以回纥骑兵为收复两京的主力。